# Віллаж-дю-Лак-де-Паладрю
Віллаж-дю-Лак-де-Паладрю (фр. Villages du Lac de Paladru) — муніципалітет у Франції, у регіоні Овернь-Рона-Альпи, департамент Ізер. Віллаж-дю-Лак-де-Паладрю утворено 1 січня 2017 року шляхом злиття муніципалітетів Паладрю i Ле-Пен. Адміністративним центром муніципалітету є Паладрю. Населення — 2586 осіб (01.01.2021).